# Óscar Andrés Rodríguez Maradiaga
Óscar Andrés Rodríguez Maradiaga S.D.B. (Tegucigalpa, 29 december 1942) is een Hondurees geestelijke en een kardinaal van de Katholieke Kerk.
Rodríguez Maradiaga trad in 1961 toe tot de Salesianen van Don Bosco. Hij studeerde theologie en filosofie, en daarnaast studeerde hij af aan het conservatorium op piano en saxofoon. Hij verbleef ook enige tijd als student in Rome, waar hij aan de Pauselijke Lateraanse Universiteit promoveerde in de theologie. In Innsbruck studeerde hij ook nog enige tijd psychologie. Hij is erelid van K.D.St.V. Alemannia Greifswald und Münster, een Duitse katholieke studentenvereniging die behoort tot het Cartellverband der katholischen deutschen Studentenverbindungen. Na zijn afstuderen gaf hij les op verscheidene scholen van de orde van de Salesianen. Ook werd hij hoogleraar in de theologie aan de Salesiaanse universiteit van Guatemala.
Rodríguez Maradiaga werd op 28 juni 1970 tot priester gewijd. Op 28 oktober 1978 werd hij benoemd tot hulpbisschop van Tegucigalpa en tot titulair bisschop van Pudentiana; zijn bisschopswijding vond plaats op 8 december 1978. Op 8 januari 1993 werd hij benoemd tot aartsbisschop van Tegucigalpa.
Rodríguez Maradiaga werd tijdens het consistorie van 21 februari 2001 kardinaal gecreëerd; hij was de eerste kardinaal afkomstig uit Honduras. Hij kreeg de rang van kardinaal-priester. Zijn titelkerk werd de Santa Maria della Speranza. Rodríguez Maradiaga nam deel aan de conclaven van 2005 en 2013. Op 29 december 2022 verloor hij - in verband met het bereiken van de 80-jarige leeftijd - het recht om deel te nemen aan een toekomstig conclaaf.
Van 2007 tot 2015 was Rodríguez Maradiaga tevens voorzitter van Caritas Internationalis.
Van 2013 tot 2023 was Rodríguez Maradiaga lid en coördinator van de Raad van Kardinalen.
Rodríguez Maradiaga spreekt behalve zijn moedertaal, Spaans, vijf andere talen vloeiend. Hij staat bekend om zijn inzet voor de armoedebestrijding en de mensenrechten. Hij is een uitgesproken voorstander van het kwijtschelden van de schulden van de derde wereld.
Rodríguez Maradiaga ging op 26 januari 2023 met emeritaat als aartsbisschop van Tegucigalpa.
- Biblioteca Nacional de España: XX4817978
- Bibliothèque nationale de France: cb151127130 (data)
- Gemeinsame Normdatei: 130347469
- International Standard Name Identifier: 0000 0001 2136 9809
- Library of Congress Control Number: nr94022096
- Nationale Bibliotheek van Polen: a0000002895962
- Système universitaire de documentation: 085529591
- Virtual International Authority File: 65111397
- WorldCat: E39PBJxxcmVwRgFmYwqP8Kkbh3